# Íñigo Cervantes Huegun
Iñigo Cervantes Huegun García (Fuenterrabía, 30 de noviembre de 1989) es un tenista profesional español.

## Carrera
Su padre es Manuel Cervantes García, exguardemeta de fútbol del Murcia, Real Betis Balompié, Real Sociedad, Salamanca y San Sebastián. Entre sus pasatiempos está el fútbol (apoya a la Real Sociedad), ir al cine y compartir con sus amigos. Habla español, euskera e inglés.
Su apodo es "Cervan". Comenzó a jugar tenis a los seis años. Sus ídolos de niñez fueron Marcelo Ríos y Lleyton Hewitt. Su superficie preferida es la arcilla. Su tiro preferido es el servicio. Su torneo favorito es el US Open.   Entrena en el Real Club de Tenis de Barcelona y su preparador físico es Jordi Pratdesaba.
Su ranking más alto a nivel individual fue el puesto n.º 56, alcanzado el 21 de marzo de 2016. A nivel de dobles alcanzó el puesto n.º 105 el 19 de septiembre de 2016.
Ha ganado hasta el momento cinco torneos de la categoría ATP Challenger Series, tres de ellos en individuales y los dos restantes en dobles, así como también varios título futures en individuales y en dobles.
Ganó el 29 de noviembre de 2015, el ATP Challenger Finals, ante Daniel Muñoz de la Nava, por un ajustadísimo 6-2, 3-6, 7-6(4) en dos horas y diez minutos; en el que de la Nava llegó a disponer de dos puntos de partido con su saque.
Derrotó a Dmitry Tursunov en Barcelona 2014, Federico Delbonis en San Pablo 2016, y Alexander Zverev en Hamburgo 2016.

## Títulos ATP (0; 0+0)

### Dobles (0)
| Leyenda                         |
| Grand Slam (0)                  |
| ATP Wourld Tour Finals (0)      |
| ATP Masters 1000 World Tour (0) |
| ATP World Tour 500 series (0)   |
| ATP World Tour 250 series (0)   |

#### Finalista (1)
| N.º | Fecha                 | Torneos      | Superficie    | Pareja        | Oponentes                         | Resultado |
| --- | --------------------- | ------------ | ------------- | ------------- | --------------------------------- | --------- |
| 1.  | 14 de febrero de 2016 | Buenos Aires | Tierra batida | Paolo Lorenzi | Juan Sebastián Cabal Robert Farah | 3-6, 0-6  |

## Títulos Challenger; 14 (6 + 8)
| Leyenda             | Individuales | Dobles |
| ------------------- | ------------ | ------ |
| ATP Challenger Tour | 6            | 8      |

### Individuales
| N.º | Fecha      | Torneo                     | Superficie    | Rival en la final           | Resultado      |
| --- | ---------- | -------------------------- | ------------- | --------------------------- | -------------- |
| 1.  | 27.08.2009 | Challenger de Saransk      | Tierra batida | Jonathan Dasnières de Veigy | 7-5, 6-4       |
| 2.  | 25.09.2011 | Challenger de Trnava       | Tierra batida | Pavol Červenák              | 6-4, 7-63      |
| 3.  | 03.05.2015 | Challenger de Ostrava      | Tierra batida | Adam Pavlasek               | 7-65, 6-4      |
| 4.  | 25.05.2015 | Challenger de Vicenza      | Tierra batida | John Millman                | 6–4, 6–2       |
| 5.  | 04.07.2015 | Challenger de Marburg      | Tierra batida | Nils Langer                 | 2–6, 7–63, 6–3 |
| 6.  | 29.11.2015 | ATP Challenger Tour Finals | Tierra batida | Daniel Muñoz de La Nava     | 6-2, 3-6, 7-65 |

### Dobles
| N.º | Fecha      | Torneo                   | Superficie    | Compañero          | Rivales en la final                         | Resultado              |
| --- | ---------- | ------------------------ | ------------- | ------------------ | ------------------------------------------- | ---------------------- |
| 1.  | 18.03.2012 | Challenger de Rabat      | Tierra batida | Federico Delbonis  | Martin Kližan Stéphane Robert               | 6-73, 6-1, 10-5        |
| 2.  | 03.08.2014 | Challenger de Cortina    | Tierra batida | Juan Lizariturry   | Hsin-han Lee Vahid Mirzadeh                 | 7-5, 3-6, 10-8         |
| 3.  | 10.10.2015 | Challenger de Mohammedia | Tierra batida | Mark Vervoort      | Roberto Carballés Baena Pablo Carreño       | 3-6, 7-62, [12-10]     |
| 4.  | 09.09.2016 | Challenger de Sevilla    | Tierra batida | Oriol Roca Batalla | Enrique López Pérez Ariel Behar             | 6-2, 6-5, ret          |
| 5.  | 08.09.2017 | Challenger de Sevilla    | Tierra batida | Pedro Cachín       | Iván Gájov David Vega Hernández             | 7-6(5), 3-6, [10-5]    |
| 6.  | 28.11.2020 | Challenger de Lima       | Tierra batida | Oriol Roca Batalla | Collin Altamirano Vitaliy Sachko            | 6-2, 6-4               |
| 7.  | 09.04.2022 | Challenger de Murcia     | Tierra batida | Oriol Roca Batalla | Pedro Cachín Martín Cuevas                  | 6-7(4), 7-6(4), [10-7] |
| 8.  | 02.07.2022 | Challenger de Troyes     | Tierra batida | Oriol Roca Batalla | Thiago Agustín Tirante Juan Bautista Torres | 6-1, 6-2               |
| 9.  | 03.06.2023 | Challenger de Troisdorf  | Tierra batida | Oriol Roca Batalla | Manuel Guinard Grégoire Jacq                | 6-2, 7-6(2)            |
| 10. | 27.07.2024 | Challenger de Tampere    | Tierra batida | Daniel Rincón      | Thomas Fancutt Johannes Ingildsen           | 6-3, 6-4               |